# ایزوپنتان
ایزوپنتان (به انگلیسی: Isopentane) یک ترکیب شیمیایی با شناسه پاب‌کم ۶۵۵۶ است. شکل ظاهری این ترکیب، مایع شفاف بی‌رنگ است.

## کاربرد
ایزوپنتان یکی از مواد تشکیل‌دهنده مواد شوینده و بهداشتی، خمیردندان و غیره است. معمولاً در ترکیب با نیتروژن مایع برای رسیدن به دمای حمام مایع (° C ۱۶۰) استفاده می‌شود. ایزوپنتان گرایش شدیدی به تبخیرشدن دارد و از همین‌رو در ترکیبات نامحلول به‌کار می‌رود. ایزوپنتان در آب نامحلول است اما در روی آن شناور باقی می‌ماند.
یکی دیگر از کاربردهای ایزوپنتان به‌عنوان یکی از ترکیبات مورد استفاده در نیروگاه‌های حرارتی است.
|         |           |          |
| n-پنتان | ایزوپنتان | نئوپنتان |